# Сергіу Ніце
Сергіу Ніце (Ніца) (рум. Sergiu Niţă; 9 [21] березня 1883 Пересечина, Оргієвський повіт, Бессарабська губернія — 3 березня 1940 Бухарест) — молдавський і румунський політичний діяч, Міністр Бессарабії (1920—1921, 1926—1927) в Уряді Александру Авереску.

## Життєпис
Сергій Ніце народився 21 березня (9 березня за старим стилем) 1883 в бессарабському селі Пересечина (нині Оргеевский район Республіки Молдова) у сім'ї священика, настоятеля Свято-Михайлівської церкви села Пересечина Федора Ніце.
Через деякий час сім'я перебралася до Кишинева.
Отець Федір Ніце, випускник Кишинівської духовної семінарії, дружив з молдавським письменником Костянтином Стере, який переконав віддати сина Сергія на навчання до Яського університету.
Після закінчення юридичного факультету Яського університету очолював Кишинівський Адміністративний суд.
Після приєднання Бессарабії до Румунського королівства був членом Румунського Парламенту.
Обіймав посаду Міністра Бессарабії в Уряді Александру Авереску (2 травня 1920 — 17 грудня 1921; 30 березня 1926 — 3 червня 1927). На цій посаді він очолював ініціативну групу, що заснувала перший румуномовний театр у Кишиневі 10 жовтня 1920 (нині Національний Театр «Михай Емінеску»).
В 1925 під час відвідування Кишинева в резиденції Сергіу Ніце (другий будинок по вулиці Сергія Лазо від бульвару Штефана чол Маре) зупинявся король Румунії Фердинанд I.
Очолював Бессарабську Селянську партію. Внутрішньопартійні розбіжності призвели до розколу партії, після якого група під керівництвом Сергіу Ніце приєдналася до Народної ліги (рум. Liga Poporului).
Помер 3 березня 1940 року в Бухаресті, похований з дружиною Флорикою на Центральному (Вірменському) цвинтарі в Кишиневі.

## Родина
- Флоріка Ніце — дружина. Дочка фрейліни румунської королеви Єлизавети. Познайомилися під час навчання у Яському університеті. Заснувала в Кишиневі жіночу педагогічну семінарію, яка у свій час носила її ім'я і розташовувалася в приміщенні нинішнього українського ліцею.
- Александр Ніца — старший брат.
- Брат Георгій Федорович Ніце, Ганна Федорівна Ніце (Всього 8 братів і сестер).

## Нагороди
- Орден Зірки Румунії
- Орден Корони Румунії як офіцера
- Орден Фердинанда I у ступені командира